# Giro dei Paesi Baschi 1993
Il Giro dei Paesi Baschi 1993, trentatreesima edizione della corsa, si svolse dal 5 al 9 aprile 1993 su un percorso di 881,5 km ripartiti in cinque tappe (l'ultima suddivisa in 2 semitappe). Fu vinto da Tony Rominger, davanti a Rolf Sørensen e Alex Zülle.

## Tappe
| Tappa  | Data     | Percorso                                      | km    | Vincitore di tappa | Leader cl. generale |
| ------ | -------- | --------------------------------------------- | ----- | ------------------ | ------------------- |
| 1ª     | 5 aprile | Errenteria > Errenteria                       | 135,5 | Tony Rominger      | Tony Rominger       |
| 2ª     | 6 aprile | Errenteria > Ibardin                          | 184,9 | Federico Etxabe    | Tony Rominger       |
| 3ª     | 7 aprile | Vera de Bidasoa > Vitoria-Gasteiz             | 195   | Rolf Sørensen      | Tony Rominger       |
| 4ª     | 8 aprile | Vitoria-Gasteiz > Lemoiz                      | 212   | Tony Rominger      | Tony Rominger       |
| 5ª-1ª  | 9 aprile | Armintza > Zumarraga                          | 147   | Rolf Sørensen      | Tony Rominger       |
| 5ª-2ª  | 9 aprile | Zumarraga > Santa Barbara (Cron. individuale) | 7,1   | Tony Rominger      | Tony Rominger       |
| Totale | Totale   | Totale                                        | 881,5 |                    |                     |

## Classifiche finali

### Classifica generale
| Pos. | Corridore      | Squadra       | Tempo     |
| ---- | -------------- | ------------- | --------- |
| 1    | Tony Rominger  | CLAS-Cajastur | 22h59'55" |
| 2    | Rolf Sørensen  | Carrera       | a 8"      |
| 3    | Alex Zülle     | ONCE          | a 23"     |
| 4    | Pascal Richard | Ariostea      | a 59"     |
| 5    | Uwe Ampler     | Telekom       | a 1'03"   |